# Rode dwerghoningeter
De rode dwerghoningeter (Myzomela cruentata) is endemische vogel uit de regenbossen van Nieuw-Guinea.

## Beschrijving
De rode dwerghoningeter is een honingeter uit het geslacht Myzomela met een lengte van 11 cm. Het mannetje is helemaal felrood gekleurd en het vrouwtje is grijsbruin met een rode zweem op de kin, de stuit en de staart.

## Verspreiding en leefgebied
De rode dwerghoningeter komt voor in het heuvelland door heel Nieuw-Guinea, het eiland Japen en de Bismarck-archipel op een hoogte tussen de 600 m en de 1500 m boven de zeespiegel. De vogel leeft in tropisch heuvellandlandbos en aan bosranden en sagoplantages als er maar bloemen zijn te vinden.
De soort telt twee ondersoorten:
- M. c. cruentata: Nieuw-Guinea en Japen.
- M. c. coccinea: Nieuw-Brittannië en Duke of York.

## Status
De grootte van de populatie is niet gekwantificeerd maar de soort wordt omschreven als schaars tot vrij algemeen. Op de Rode lijst van de IUCN heeft deze soort de status niet bedreigd.